# Берлин, Моисей Иосифович
Моисей Иосифович Берлин (1 января 1821, Шклов, Могилёвская губерния — 13 марта 1888, Санкт-Петербург) — российский историк, публицист.

## Биография
Моисей Берлин родился 1 января 1821 года в городе Шклове Могилёвской губернии. Получив домашнее воспитание и приобретя солидные талмудические познания, М. И. Берлин слушал лекции в Кенигсберге и Бонне; в это время он напечатал сочинение на древнееврейском языке под латинским названием «Ars logica», с предисловием профессора Фрейштадта (Кёнигсберг, 1845).
В 1849 году М. Берлин занял место учителя в казённом еврейском училище в Могилеве, а в 1853 году был назначен состоять по еврейским делам при белорусском генерал-губернаторе; в 1856 году был определён ученым евреем при департаменте духовных дел иностранных исповеданий, и в этой должности оставался 10 лет.
Работал в качестве специалиста по еврейским делам при депутате духовных дел вероисповеданий. Оф. оппонент А. Н. Аксакова по т. н. «еврейскому вопросу». Печатался в «Трудах ОИДР» и ряде периодических изданий.
Моисей Иосифович Берлин умер 13 марта 1888 года в городе Санкт-Петербурге.

## Семья
Сын — Берлин Лев Моисеевич (1854, Витебск — 1935, Брюссель) — юрист.
Дочь — Берлин Фаня Моисеевна (1850, Витебск — 1896) — с 1869—1872 — помощница контроллеров в Контрольной экспедиции Отделения Собственной Его Императорского Величества Канцелярии Императрицы Марии. Жена И. И. Кауфмана.